# 1997年东南亚霾害

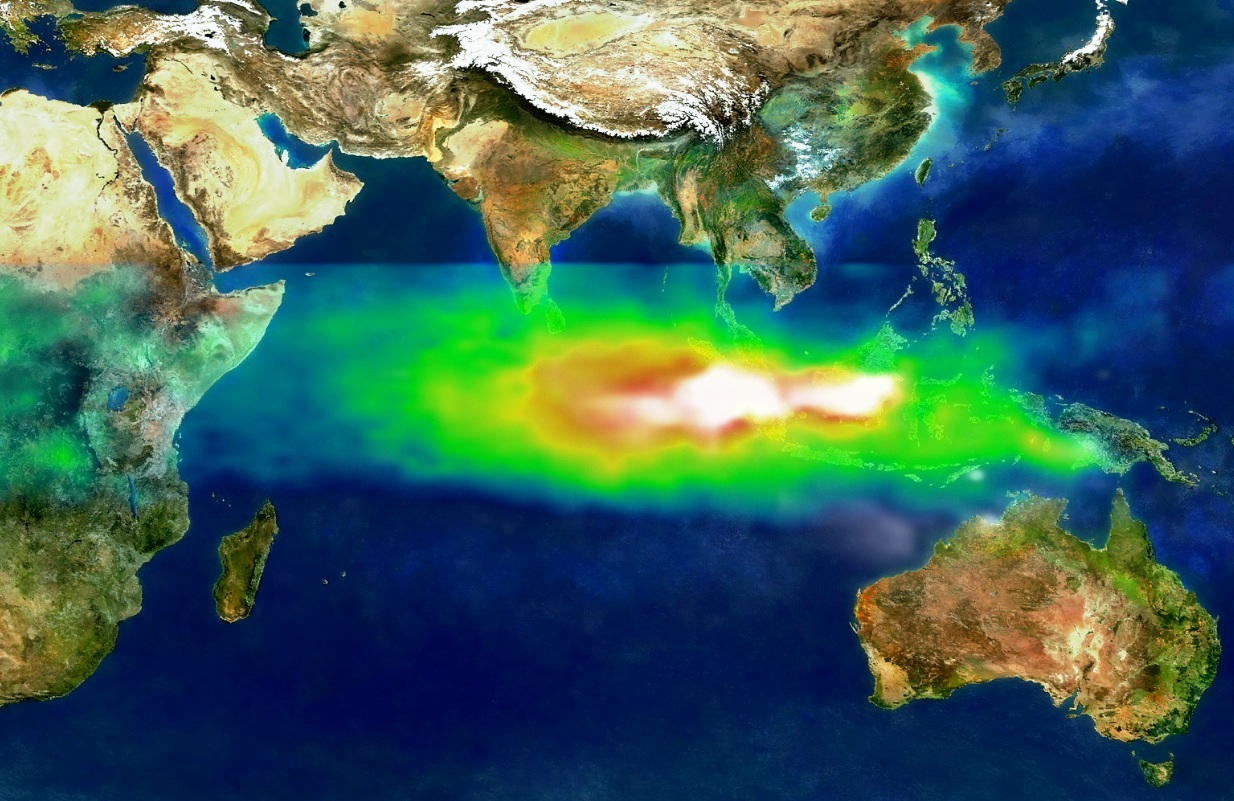
1997年10月的东南亚空气污染情况

1997年东南亚霾害（英語：1997 Southeast Asian haze），是发生在1997年下半年由印尼大火造成的国际性空气污染灾害，其后遗症在东南亚造成广泛的大气能见度和健康问题，为东南亚历史上最严重的雾霾。霾害损失估计为90亿美元，主要是由于医疗保健以及航空旅行和商业活动的中断。受影响的国家包括印尼、新加坡、马来西亚、泰国、文莱、菲律宾、斯里兰卡。
马来西亚电视台TV3于1997年9月19日大幅度报导了这起烟雾事件。作为回应，受灾最为严重的砂拉越政府宣布该州进入紧急状态。首相马哈迪·莫哈末发起跨境灭火行动（Operation Haze），派遣马来西亚消防员队伍前往印尼以协助扑灭大火。卫生部长蔡锐明报告马来西亚有八千多人因与污染有关的健康问题入院。
由于烟雾的影响，一架由雅加达前往棉兰的印度尼西亚鹰航空152号班机在途中坠毁（印度尼西亚鹰航空152号班机空难），机上234人全部遇难，成为印尼历史上最严重的空难。